# گنبد جبلیه
گنبد جبلیه، در منتهی‌الیه شرقی کرمان در نزدیکی دو قبرستان صاحب الزمان و سید حسین، با گنبد بزرگ و عجیبی از سنگ و گچ بنا گردیده که دست تطاول روزگار در تخریب آن کوتاه آمده‌است. این گنبد هشت ضلعی که به گنبد گبری نیز شهرت دارد تماماً از سنگ است و عرض پی آن نیز در پایه به ۳ متر می‌رسد. در هشت طرف آن هشت در به عرض ۲ متر قرار گرفته که اخیراً برای مستحکم ساختن بنا و جلوگیری از تخریب آن، درگاه‌ها را با سنگ مسدود کرده‌اند و فقط یکی را باز گذاشته‌اند. قسمت بالای گنبد از آجر ساخته شده‌است و در داخل گنبد ظاهراً گچ بری‌ها و تزئین کاریهایی وجود داشته که قسمت بالا ریخته و قسمت پائین را تخریب کرده‌اند.
کرمانیان معتقدند که این محل آتشکده یا مقبره یکی از زرتشتیان بوده و برخی نیز عقیده دارند که مزار سید محمد تباشیری است؛ ولی نسبت اخیر را در بعضی نقاط تکذیب می‌کنند. بدیهی است در زمانی که این قبرستان را ویران کرده‌اند سنگ این مقبره را برداشته‌اند و برای نمایی بکار برده‌اند. پژوهشگران اروپایی نظیر هیلن براند این گنبد را متعلق به سلجوقیان می‌دانند. «جبلی» تحریف یافته کلمه «گبری» است و برطبق قواعد اشتقاقهای فارسی «گ» به «ج» بدل شده‌است. قدمت این گنبد را از این کلمه که آن را گنبد «گبر» نیز گفته‌اند می‌توان حدس زد که شاید مربوط به پیش از اسلام باشد و از بناهای زرتشتی و گبری است، گرچه سبک آن با سبک آتشکده تطابق ندارد. برخی احتمال داده‌اند که بنای مذکور مربوط به اواخر دوره ساسانی باشد که اوائل اسلام تعمیر و مرمت شده‌است یا اینکه در اوائل اسلام با الهام از معماری ساسانی بنا گردیده‌است. هر چند در دوره‌هایی (از جمله دوره سلجوقی به دستور محمد بن الیاس) تعمیر شده‌است. گفته می‌شود در ساخت این گنبد به جای آب از شیر شتر استفاده شده‌است که مورخان ومعماران دلیل استحکام این بنا را همین می‌دانند. در اطراف این بنا جنگل کاری شده و درختان سرو و کاج آن جنگلی با نام جنگل قائم را تشکیل داده‌اند که از تفرجگاه‌های کرمان است. این بنا در سال ۱۳۸۳ به موزه تبدیل شده‌است. در حال حاضر شهرداری کرمان ، با همت بخش خصوصی تصمیم به راه اندازی سیستم AR (واقعیت افزوده) برای بناهای تاریخی من جمله گنبد جبلیه گرفته است.

## قدمت
گنبد جبلیه رازش را درسینه پنهان کرده و سرگذشت واقعی خود را بیان نمی‌کند و موجب آن شده تا کارشناسان تاریخ‌های متفاوتی را برای زمان ساخت این بنا عنوان کنند. تاریخ دقیق ساخت بنا مشخص نیست اما از ساختار آن می توان حدس زد که در اوخر دوره ساسانی ساخته و اوایل دوره اسلامی مرمت شده و یا معماران اوایل دوره اسلامی آن را با الهام از معماری دوره ساسانی بنا کرده اند.
برخی بر این باورند که اینجا مکان یک آتشکده بوده ، در حالی که معماری آن با سختار یک آتشکده تناسب ندارد . عده‌ای هم می گویند آرامگاه یکی از زرتشتیان بوده و مربوط به اواخر دوره ساسانی است. اما به اینکه بنا مربوط به عهد سلجوقیان است نیز اشاره شده است. با توجه به اینکه به این گنبد، گبری هم می گویند بر این مبنا می‌توان قدمت بنا را به قبل از اسلام نسبت داد.
جالب است نظر سر پرسی سایکس که یک ژنرال، نویسنده، و جغرافیدان انگلیسی بود را در مورد این بنا بدانید. او که در حدود سال ۱۹۰۰ میلادی کنسولگری انگلیس در کرمان را راه اندازی کرد ، در مورد گنبد جبلیه می‌گوید:
«از قبرستان که رد می‌شوید یک ساختمان هشت ضلعی سنگی خواهید دید که گنبدی به شکل دو هلال بر آن قرار گرفته و قطر داخل آن ۱۸ فوت و هر طرفی نیز ۱۸ فوت و نوک آن اجری و منتهی‌الیه آن دایره می‌باشد. این محل را جبلیه می‌نامند و تنها ساختمان سنگی کرمان همین گنبد جبلیه است.» 

## معماری
این بنای ارزشمند به صورت هشت‌ضلعی ساخته شده و سنگ عمده مصالحی بوده که در ساخت آن به کار رفته است. در هر ضلع این بنا هشت در به عرض دو متر قرار دارد، در حال حاضر به خاطر استحکام بنا هفت در را با سنگ پوشانده اند و تنها یک در را باز نگه داشته اند. سقف گنبد جبلیه را از آجر ساخته اند و داخل آن را با گچبری های زیبا جلوه داده اند. مصالح به کار رفته در دیوارها سنگ لاشه با ملات گچ از بیرون و آهک از داخل است. یک نکته ی مهم و جالب در ساخت این بنا تمام سنگی استفاده از شیر شتر در ساخت آن بوده است. البته برخی از کارشناسان و صاحب نظران این مورد را رد کرده و نپذیرفته اند.

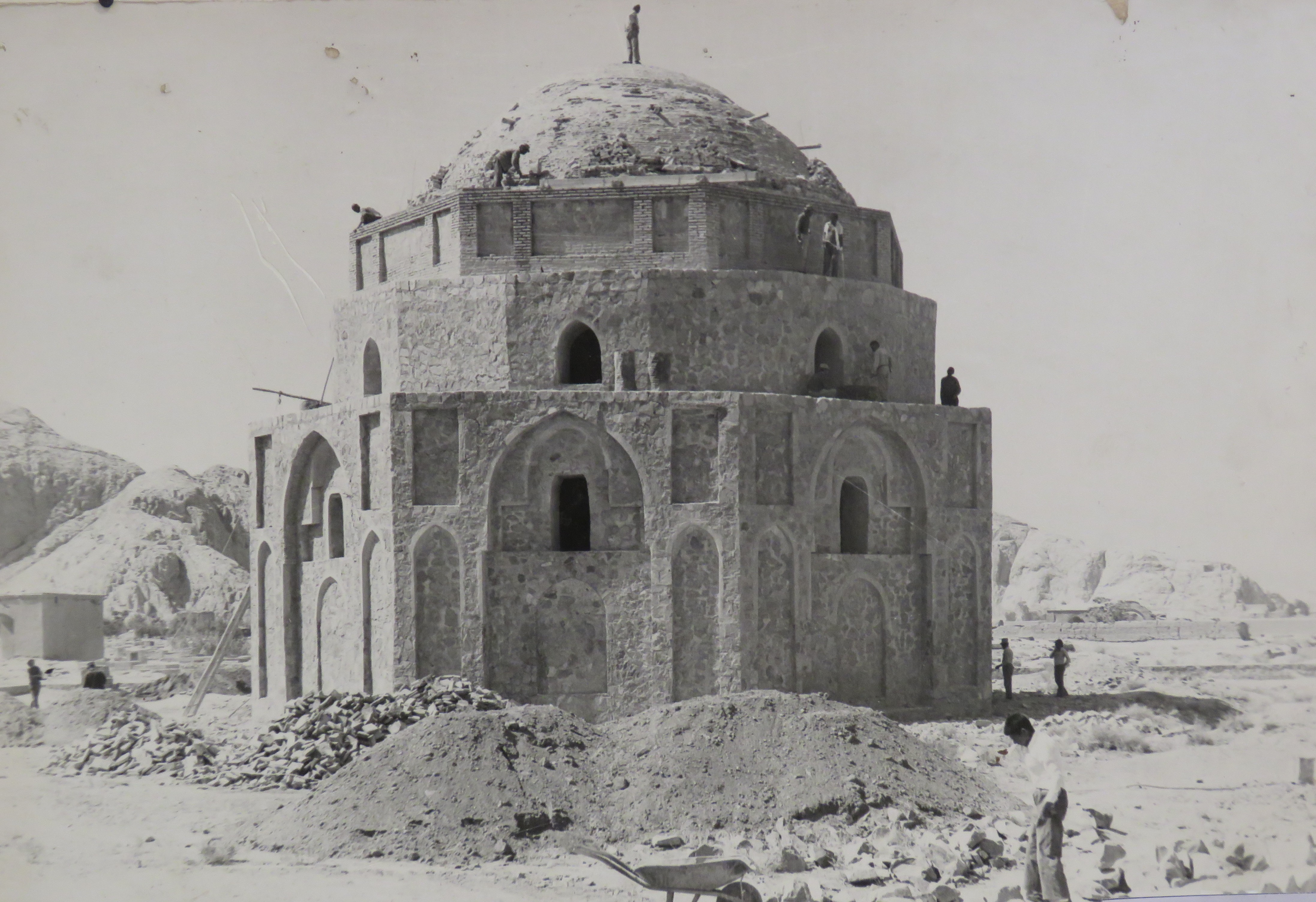
گنبد جبلیه در حال مرمت

## نمای بیرونی
ارتفاع بنا هجده متر است و نمای بیرونی بنا در سه بخش ساخته شده است: 
بخش پایینی هشت ضلعی با دیوارهای ضخیم که در هر ضلع آن یک طاقنمای بزرگ قوس‌دار کار شده است. در داخل قوس‌ها، نُغُول یا لوحی تزئینی برای کاستن بار، در نمای بنا به صورت سطوح مجرد مربع و مستطیل شکل ساخته شده است. داخل نغول‌ها نورگیرهای بزرگی قرار گرفته است. در طرفین طاقنماهای بزرگ هر ضلع نیز دو نغول، بالای هم، قرار دارد که نغول پایینی قوس جناغی دارد و نغول بالایی، مستطیل شکل است. در هشت طرف داخل طاقنماها، هشت در به عرض دو متر قرار گرفته که در سال‌های اخیر برای استحکام بنا و جلوگیری از ویرانی آن، جز یکی، همه با سنگ مسدود شده است و بر درگاه باقیمانده، دری چوبی قرار داده‌اند. 
بخش میانی در بالای قسمت اول پس از یک پاگرد (حلقه) به عرض ۵ر۱ متر بر یک قاعده شانزده ضلعی ساخته شده و قطر آن از قطر اصلی بنا کوچک‌تر است. در این قسمت طاقنماهایی با قوس تیزدار، نماسازی شده است که درست در بالای نورگیرهای مستطیل شکل 

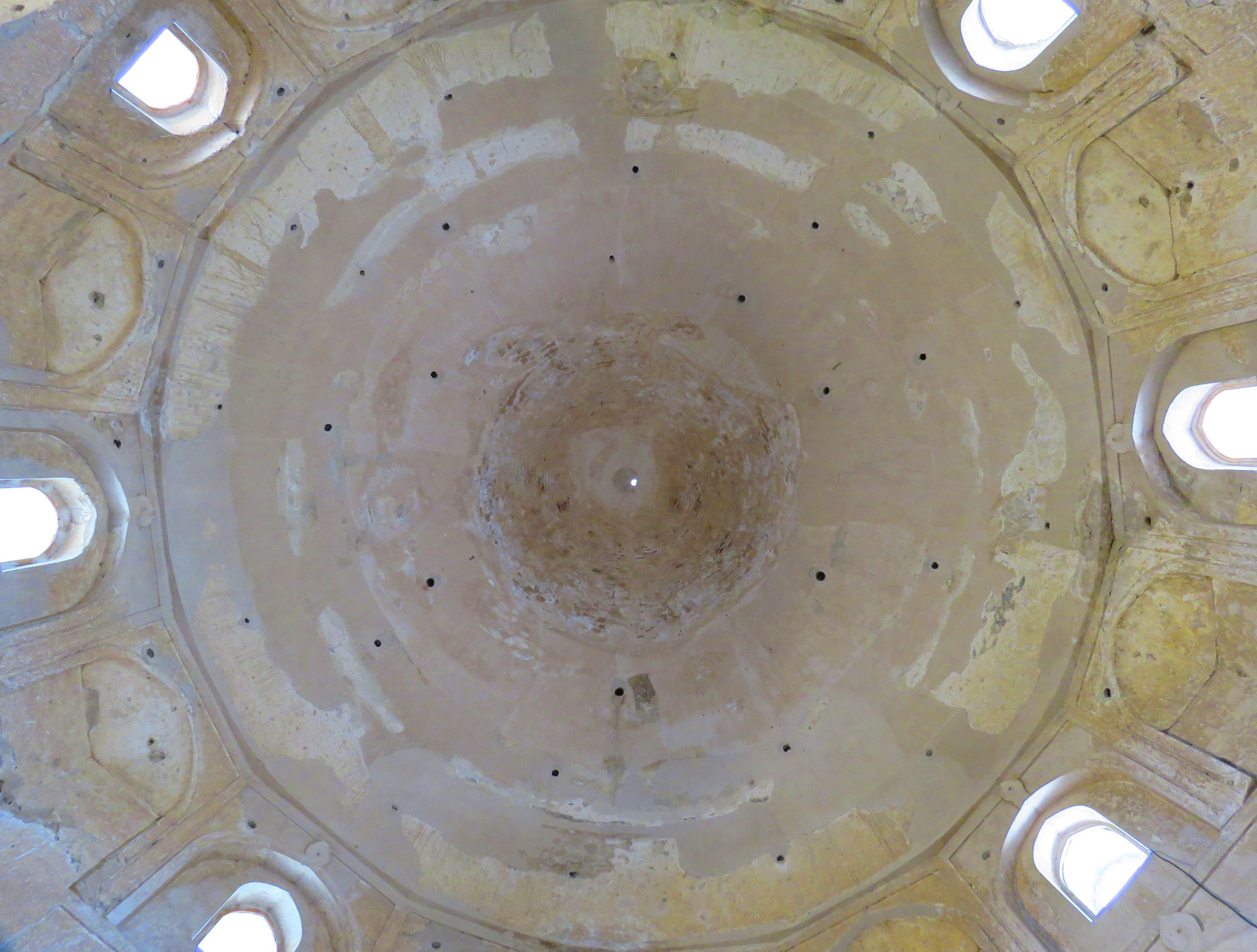
گنبد

قسمت اول قرار دارد. افزون بر این، در وسط اضلاع نیز، یک در میان، هشت نورگیر وجود دارد. در سال‌های اخیر برای نورگیرهای هر دو قسمت، شیشه نصب شده است. 
بخش فوقانی نمای بنا نیز به عرض یک متر از قسمت دوم عقب نشسته و پاگردی را فراهم آورده است. این پاگرد، چون حلقه‌ای، بنا را با ۳۲ ضلع و ۲۴ نغول مستطیل شکل عمودی و افقی در بر گرفته و مصالح آن آجر و سنگ است. طاقنماها و نغول‌ها در قسمت‌های سه‌گانه نما موجب کاهش ضخامت جرزها شده است.

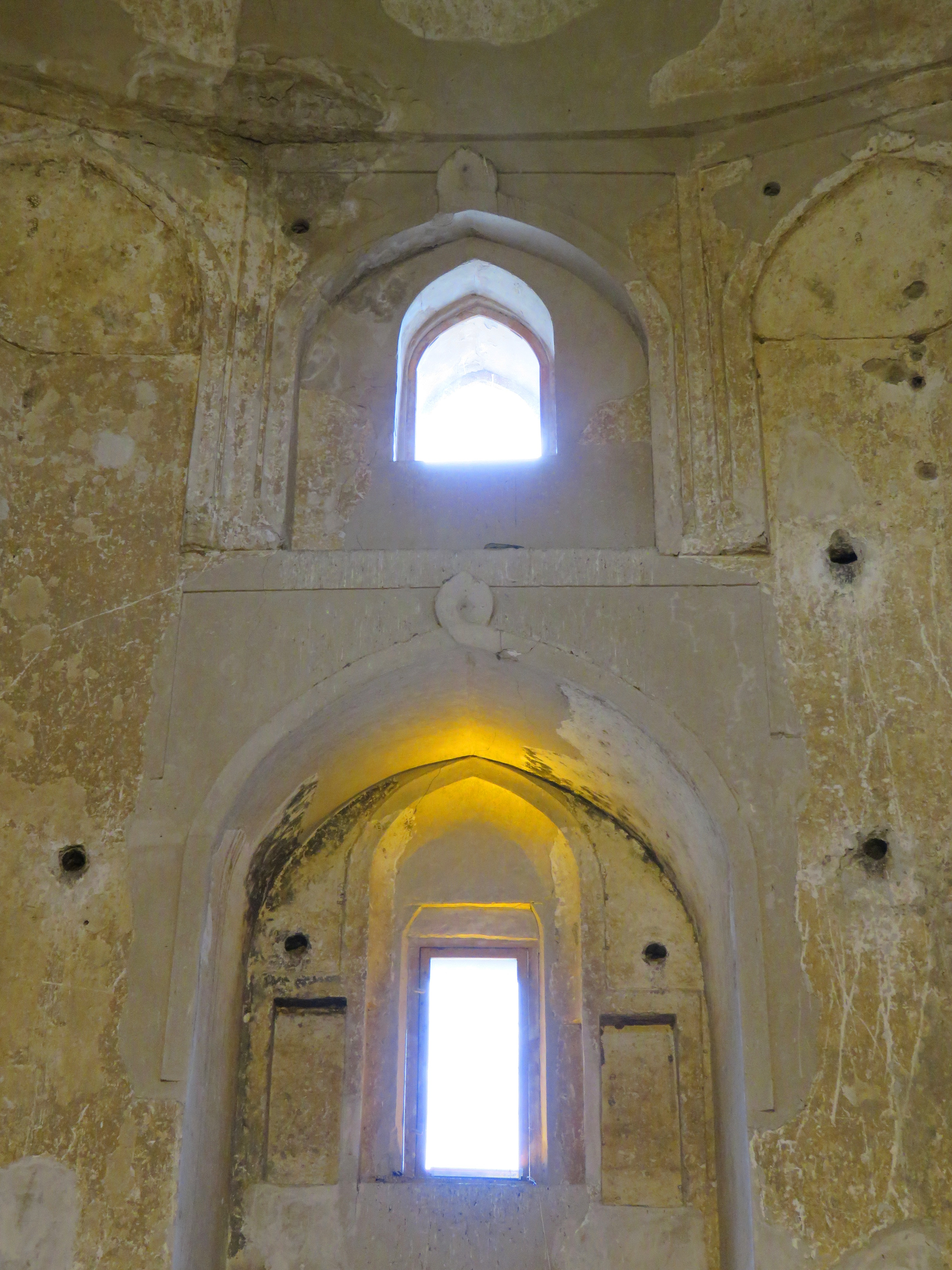
فضای داخلی گنبد جبلیه

## گنبد
گنبد تک‌پوش از آجر سفید و به قطر دوازده متر است و ساقه آن به ارتفاع هشت متر همانند سایر قسمت‌های بنا از سنگ است. در وسط ساقه، یک نورگیر ساخته شده است. بنا بر آثار باقیمانده، به نظر می‌رسد که سازندگان می‌خواسته‌اند گنبد را دوپوش بسازند ولی کار را نیمه تمام رها کرده‌اند. و شاید پوش بیرونی بعدها از بین رفته است.

## فضای داخلی
فضای داخلی بنا ساده است و تنها برای تبدیل هشت ضلعیِ نقشه بنا به دایره ساقه گنبد، شانزده طاقنما یا قوس تیزدار ایجاد شده است و چهارچوبه نغول‌های داخلی در تیزه قوس نیز، گره‌خوردگی دارد که می‌توان آن را نوعی تزئین دانست.

## موزه سنگ
از کتیبه‌‌های موجود در این گنجینه می‌توان به کتیبه مسجد آبدر اشکان رابر اشاره کرد. این کتیبه یکی از قدیمی ترین کتیبه‌های موجود در این گنجینه است که مربوط به بنای یادبود یک مسجد در ارتفاعات شمال شهر رابر آبادی آبدر اشکان (اشکون) واقع در شهرستان بافت است. این کتیبه بر روی قطعه سنگی طبیعی و به خط کوفی اجرا شده است.
کوچکترین سنگ قبر کشف شده در استان کرمان نیز در این گنجینه نگهداری می‌شود. این سنگ در سال ۱۳۷۷ توسط احمد ایلاقی کشاورز دهستان قائم آباد کشف و تحویل سازمان میراث فرهنگی استان کرمان شد. این سنگ با ابعاد ۲۶ در ۲۲ سانتیمتر و کتیبه آن شامل دو بخش است. یکی نوار حاشیه ای و دیگری نوشتار وسط که در یک کادر قرار گرفته است.
در میان سنگ قبرهای موجود در گنجینه جبلیه سنگ قبر میرزا آقاخان، پسر میرزا احمد علی خان وزیری نویسنده تاریخ، کرمان نیز به چشم می‌خورد. به گفته دکترباستانی پاریزی، مورخ معاصر کرمانی، وی در امر تالیف کتاب تاریخ کرمان با پدرش همکاری داشته است.

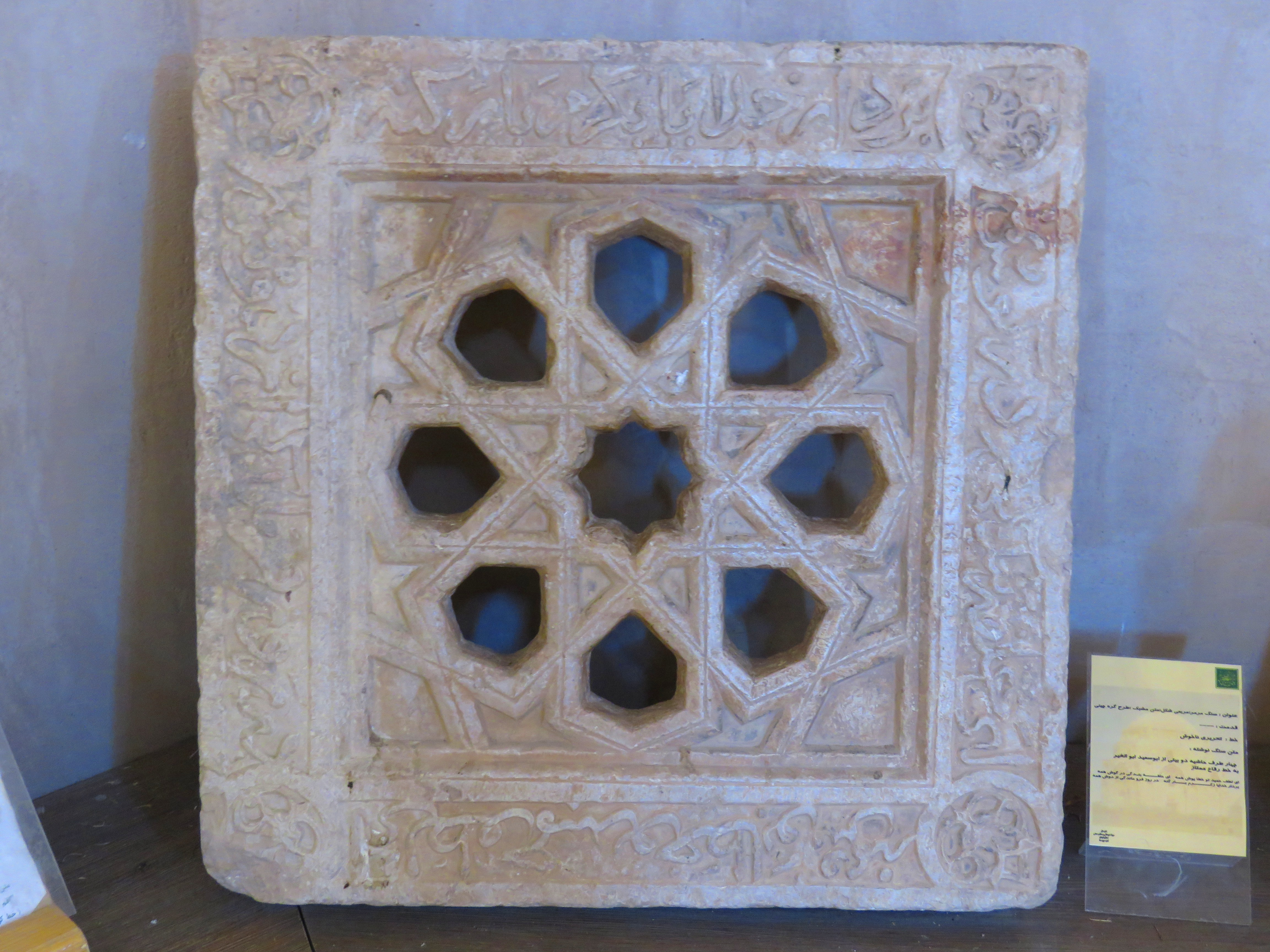
سنگ موجود در موزه

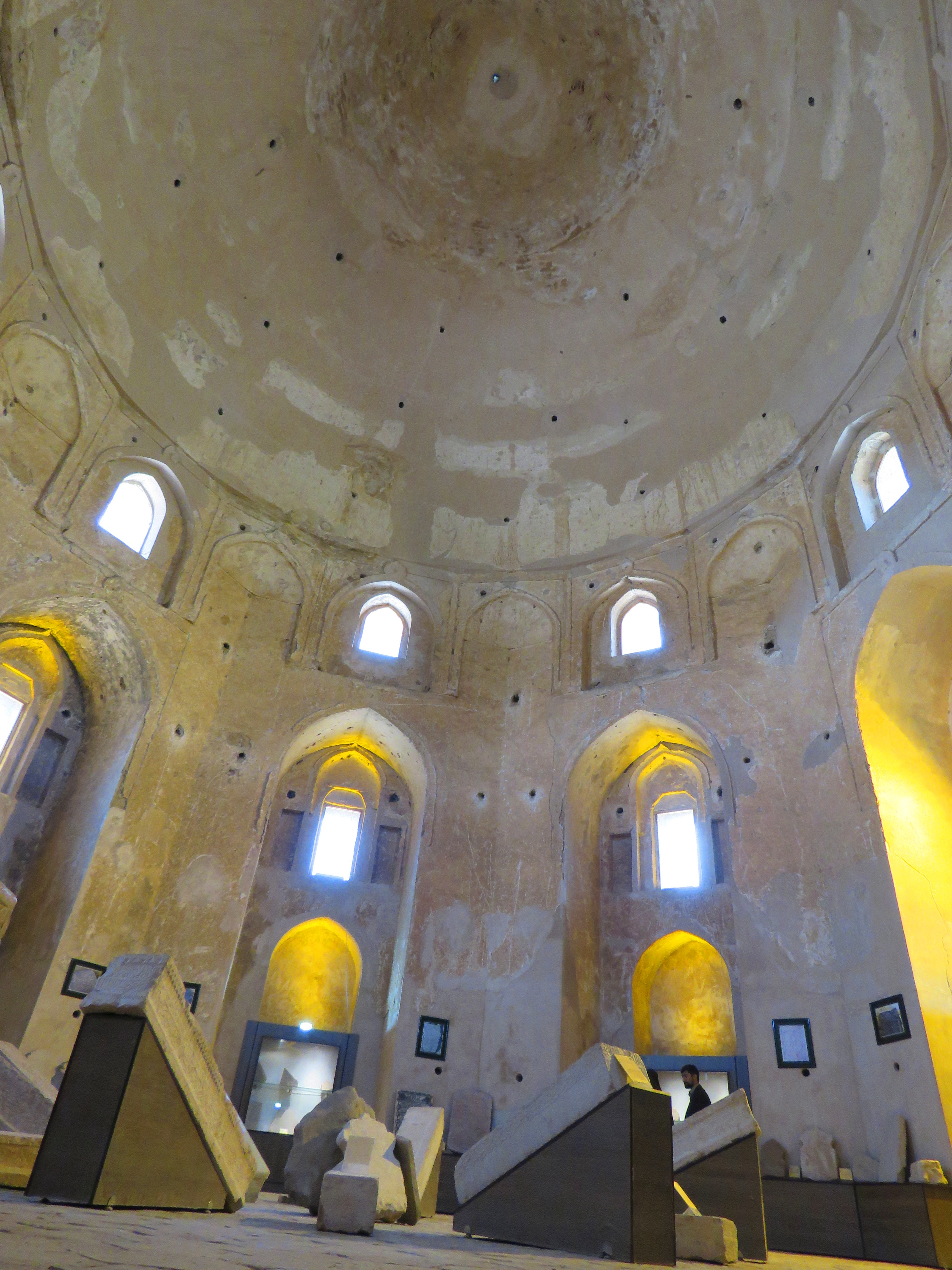
فضای داخلی

در بین وقف نامه‌های سنگی موجود در گنجینه جبلیه، کتیبه وقف آتشکده روستای قناتغستان نیز جالب توجه است. این وقف‌نامه که مربوط به سال ۱۲۸۲ هجری قمری است بعد از تخریب آتشکده، توسط کارشناسان سازمان میراث فرهنگی استان کرمان به این سازمان منتقل شد و هم اکنون در این گنجینه نگهداری می‌شود. 

## نگارخانه

نمای گنبد در شب
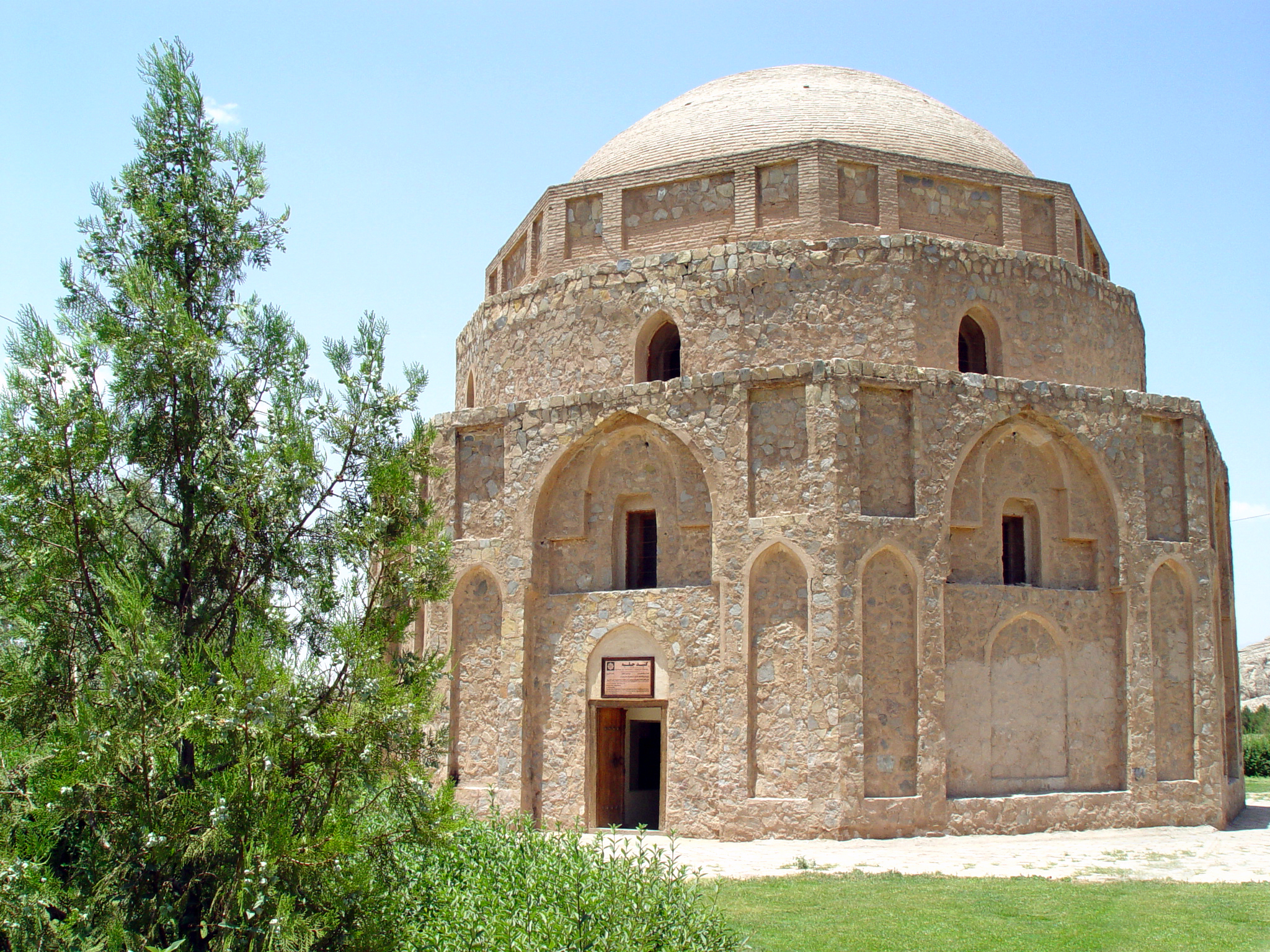
نگاره قدیمی بنا پیش از مرمت
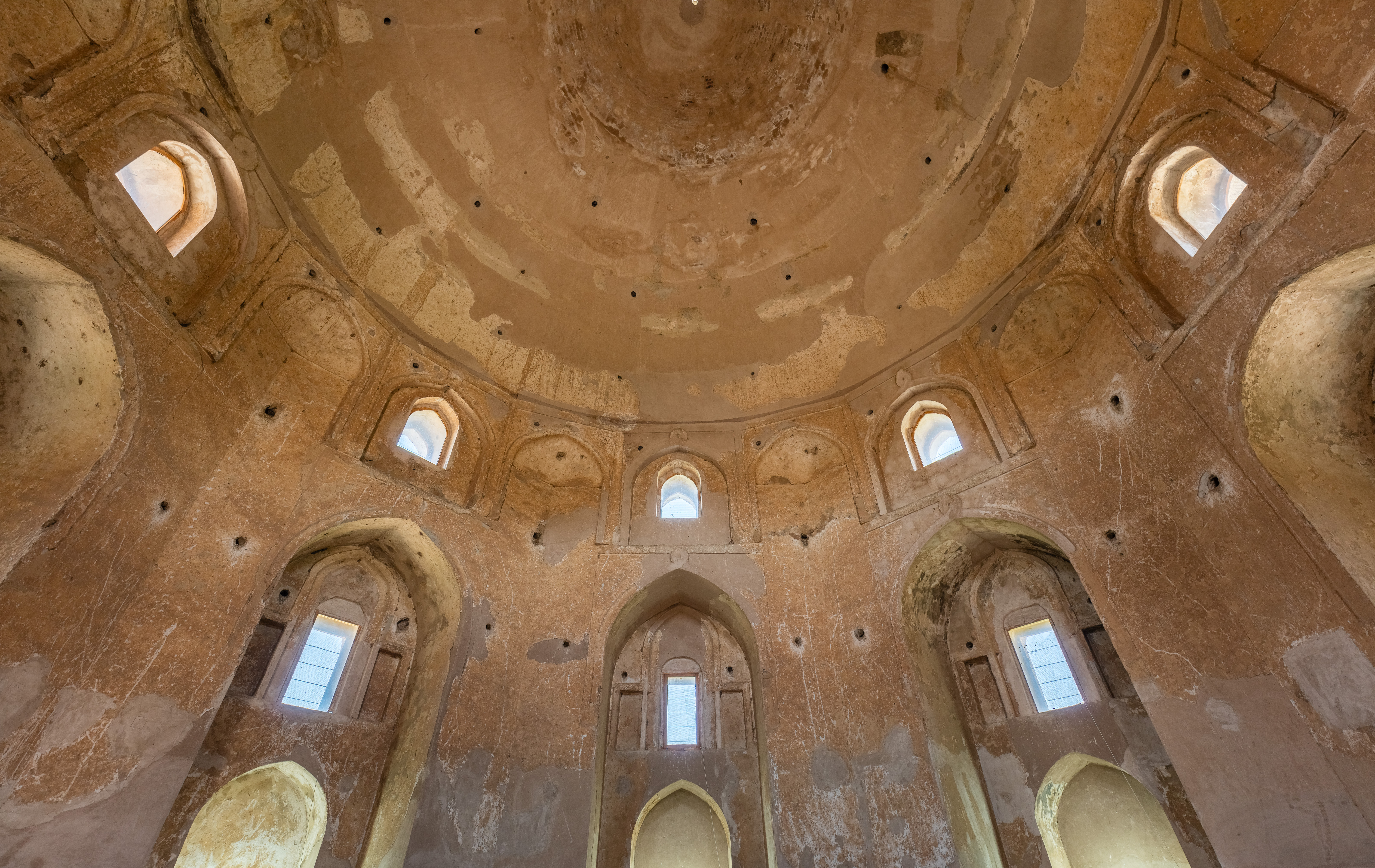
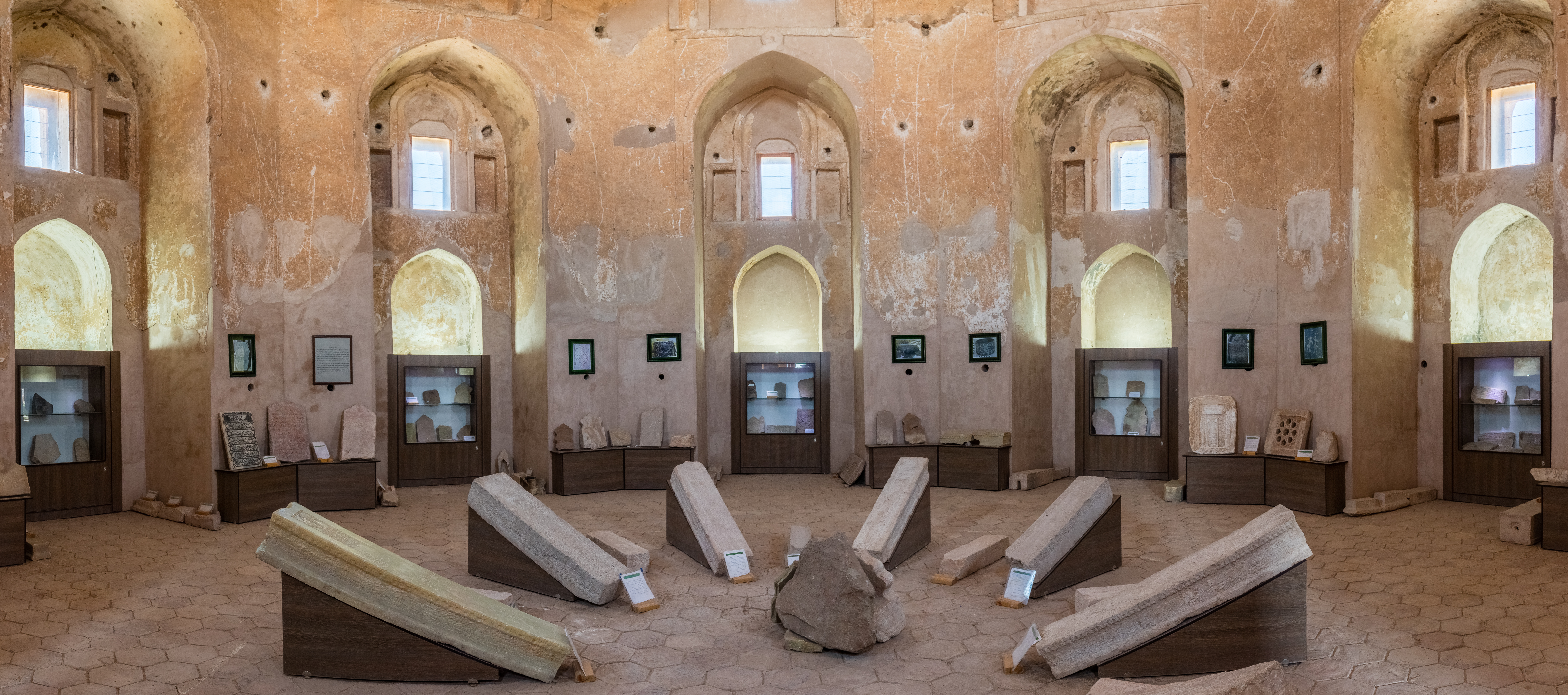
نمایی از فضای زیر گنبد جبلیه
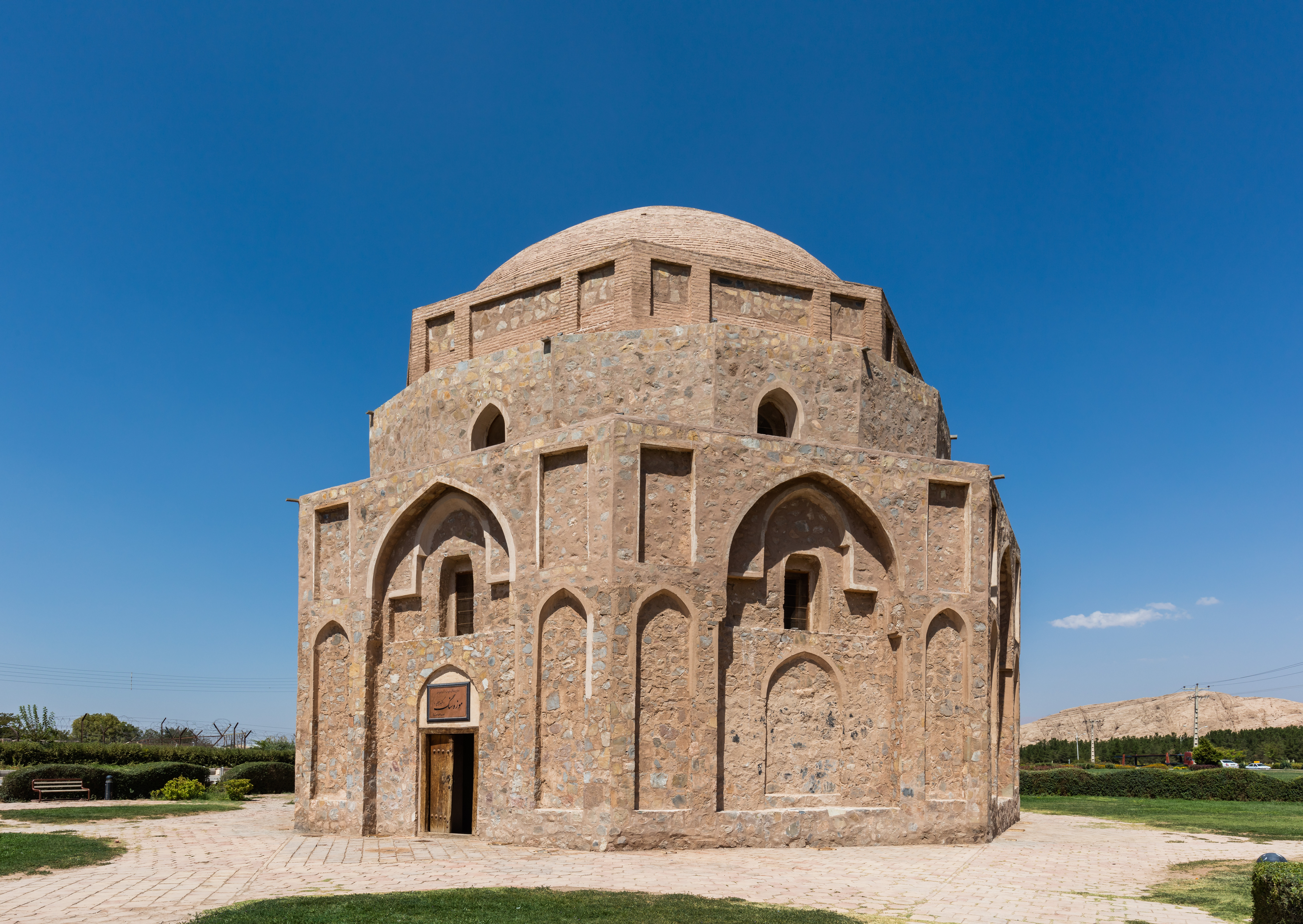
گنبد جبلیه
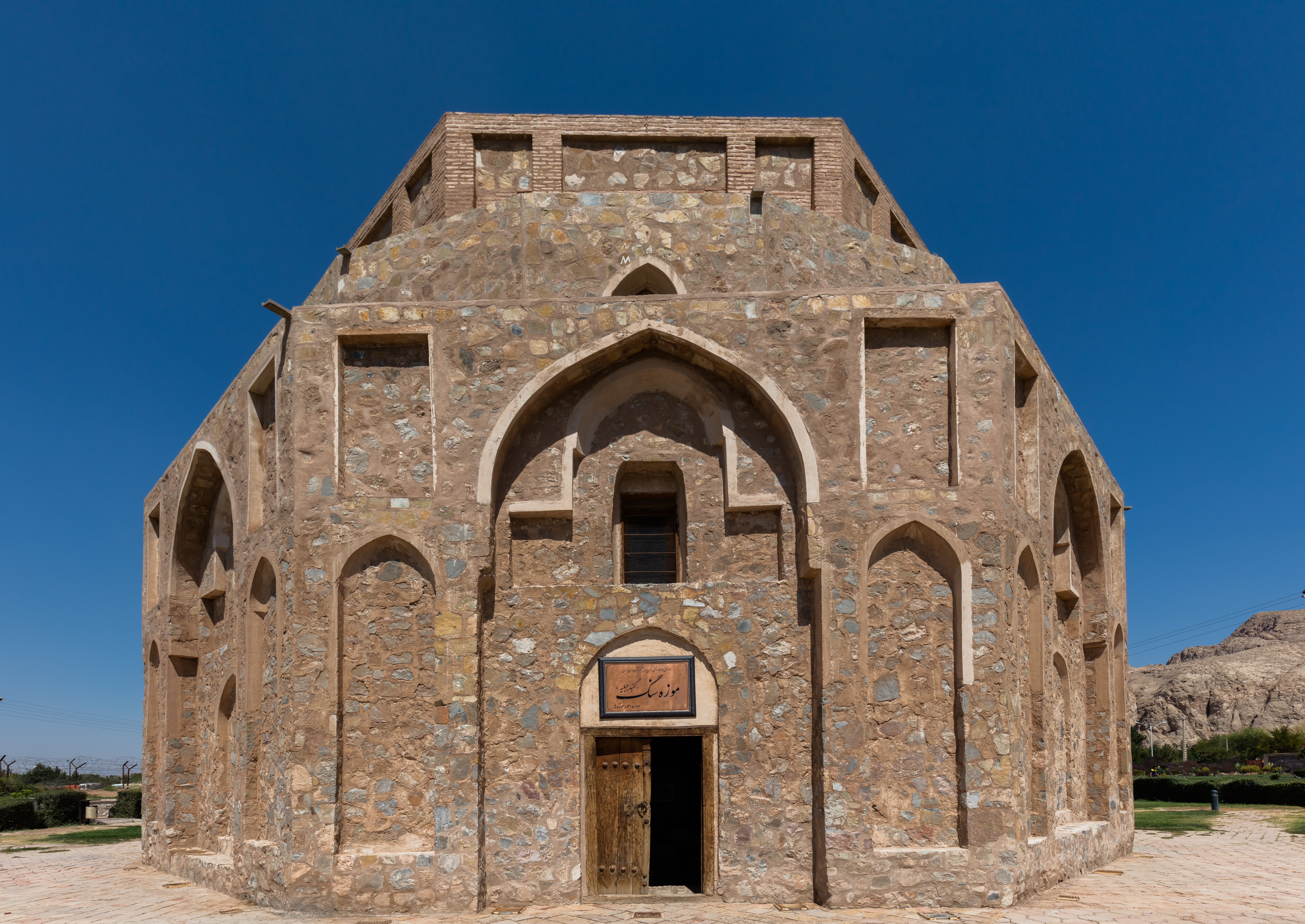
موزه سنگ کرمان